# میکائیل آنتوان کوریر
میکائیل آنتوان کوریر (انگلیسی: Mickaël Antoine-Curier؛ زادهٔ ۵ مارس ۱۹۸۳) بازیکن فوتبال اهل فرانسه است.
از باشگاه‌هایی که در آن بازی کرده‌است می‌توان به باشگاه فوتبال همیلتون آکادمیکال، باشگاه فوتبال ناتینگهام فارست، باشگاه فوتبال اتنیکوس اچنا، باشگاه فوتبال برتون آلبیون، باشگاه فوتبال برنتفورد، باشگاه فوتبال پرستون نورث اند، باشگاه فوتبال اولدهام اتلتیک، باشگاه فوتبال گریمزبی تاون، باشگاه فوتبال داندی، باشگاه فوتبال کیدرمینستر هاریرس، باشگاه فوتبال نوتس کانتی، باشگاه فوتبال هیبرنین، باشگاه فوتبال آتیراو، باشگاه فوتبال رویال یونیون سنت ژیل، باشگاه فوتبال شفیلد ونزدی، و باشگاه فوتبال روچدیل اشاره کرد.
وی همچنین در تیم ملی فوتبال جزیره گوادلوپ بازی کرده‌است.